# Durach
Durach – miejscowość i gmina w południowych Niemczech, w kraju związkowym Bawaria, w rejencji Szwabia, w regionie Allgäu, w powiecie Oberallgäu. Leży w Allgäu, około 21 km na północ od Sonthofen i 5 km na południe od Kempten (Allgäu), przy autostradzie A7, A980, drodze B309 i linii kolejowej Kempten (Allgäu)–Reutte–Garmisch-Partenkirchen.
W Durach znajduje się najdalej wysunięte na południe i najwyżej położone (710 m n.p.m.) w Niemczech lotnisko Kempten-Durach.

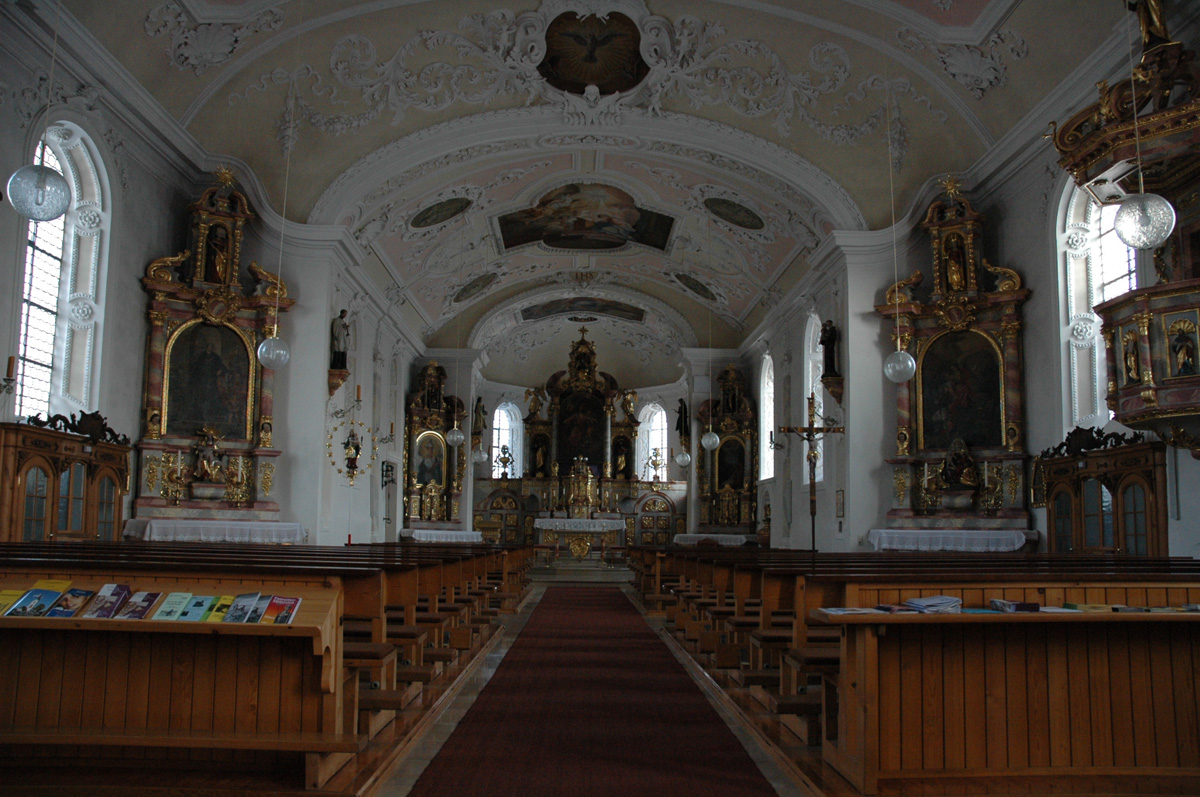
Wnętrze kościoła pw. św. Ducha (Heilig Geist)

## Polityka
Wójtem gminy jest Herbert Seger, rada gminy składa się z 20 osób.
|      | CSU | CSU/Freie Wählerschaft | SPD | FW | Zieloni | Razem |
| 2008 | 11  | -                      | 2   | 5  | 2       | 20    |
| 2002 | -   | 11                     | 3   | 5  | 1       | 20    |